# 끝에서 두번째 사랑
《끝에서 두번째 사랑》은 2016년 7월 30일부터 2016년 10월 16일까지 방송된 SBS 주말 특별기획 드라마이다.

## 줄거리
제발 아무 일도 일어나지 않기를 바라는 5급 공무원 과장과 부디 무슨 일이든 일어나길 바라는 방송사 PD 사랑을 통해 인생의 큰 전환점인 '제2의 사춘기'를 겪고 있는 40대의 사랑과 삶을 그린다.

## 등장인물

### 주요 인물
- 김희애 : 강민주(46세) 역 - SBC 방송사 책임 프로듀서(CP) , 드라마본부 1팀 팀장
- 지진희 : 고상식(46세) 역 - 5급 공무원, 우리시청 지역관광과 과장
- 곽시양 : 박준우(35세) 역 (아역 : 이시우) - 힐링 카페 쉼표 주인

### 고상식의 가족들
- 김슬기 : 고미례(35세) 역 - 상식의 막내 여동생, 무명 웹툰 작가
- 정수영 : 고상희(42세) 역 - 상식의 첫째 여동생, 천수의 아내
- 이수민 : 고예지(15세) 역 - 상식의 딸
- 이형철 : 박천수(45세) 역 - 상식의 매제, 상희의 남편, 중학교 수학교사
- 홍태의 : 박훈(18세) 역 - 상식의 조카, 상희와 천수의 아들

### 강민주의 친구들
- 김나영 : 신애경(46세) 역 - 2년차 돌싱녀
- 서정연 : 구태연(46세) 역 - 논술과외교사 싱글녀

### 우리시청 사람들
- 문희경 : 나춘우(55세) 역 - 부시장
- 김권 : 차수혁(35세) 역 - 지역관광과 주무관, 7급 공무원
- 고보결 : 한송이(28세) 역 - 지역관광과 계약직 여직원
- 도기석 : 신석기(43세) 역 - 경제문화국장

### SBC방송사 사람들
- 박성근 : 한정식(49세) 역 - SBC 방송사 책임 프로듀서(CP), 드라마본부 2팀 팀장
- 양형욱 : 국영수(52세) 역 - 드라마본부 본부장
- 이혜은 : 오영애(43세) 역 - 드라마본부 제작피디, 민주의 오른팔
- 장석현 : 남기철(35세) 역 - 5년차 조연출, 민주의 왼팔
- 한수진 : 나애리 (33세) 역 - 신인 드라마 작가
- 김동균 : PD 역

### 그 외 인물
- 성지루 : 독고봉(62세) 역 - 상식의 단골 술집 주인
- 스테파니 리 : 민지선(29세) 역 - 캐나다 교포 출신 모델
- 정유안 : 김현석 역
- 호효훈
- 서양원
- 권은수
- 이은형
- 강재준
- 최윤준
- 정영주 : 황자까 역
- 정현석
- 이현진 : 장은호 역
- 이정성 : 마 교수 역
- 인성호
- 전헌태
- 한소영 : 나주연 역
- 방은희
- 강동엽
- 김우주
- 재신
- 오은별

### 특별 출연
- 고두심 : 강민주의 어머니 역
- 윤주상 : 강민주의 아버지 역

## 시청률
아래의 파란색 숫자는 '최저 시청률'이고, 빨간색 숫자는 '최고 시청률'입니다. 시청률조사회사와 지역별로 시청률에 차이가 있을 수 있습니다.
| 2016년 | 2016년    | 2016년         | 2016년       | 2016년         | 2016년       |
| 회차   | 방송일    | TNmS 시청률    | TNmS 시청률  | AGB 시청률     | AGB 시청률   |
| 회차   | 방송일    | 대한민국(전국) | 서울(수도권) | 대한민국(전국) | 서울(수도권) |
| ------ | --------- | -------------- | ------------ | -------------- | ------------ |
| 제1회  | 7월 30일  | 7.5%           | 9.1%         | 8.7%           | 10.4%        |
| 제2회  | 7월 31일  | 8.3%           | 9.8%         | 9.3%           | 10.9%        |
| 제3회  | 8월 7일   | 8.3%           | 9.0%         | 9.9%           | 11.1%        |
| 제4회  | 8월 14일  | 8.9%           | 9.2%         | 11.8%          | 12.8%        |
| 제5회  | 8월 21일  | 7.8%           | 8.5%         | 8.4%           | 9.5%         |
| 제6회  | 8월 27일  | 6.7%           | 7.3%         | 7.8%           | 8.9%         |
| 제7회  | 8월 28일  | 8.0%           | 8.7%         | 8.9%           | 9.9%         |
| 제8회  | 9월 3일   | 6.3%           | 6.7%         | 7.9%           | 9.3%         |
| 제9회  | 9월 4일   | 7.6%           | 9.4%         | 8.1%           | 8.9%         |
| 제10회 | 9월 10일  | 6.7%           | 7.3%         | 8.1%           | 9.5%         |
| 제11회 | 9월 11일  | 6.8%           | 6.8%         | 9.0%           | 10.1%        |
| 제12회 | 9월 24일  | 5.9%           | 6.8%         | 7.5%           | 8.0%         |
| 제13회 | 9월 25일  | 5.9%           | 6.7%         | 8.2%           | 8.5%         |
| 제14회 | 10월 1일  | 6.5%           | 7.8%         | 7.2%           | 8.2%         |
| 제15회 | 10월 2일  | 7.1%           | 8.1%         | 7.4%           | 8.0%         |
| 제16회 | 10월 8일  | 5.8%           | 6.1%         | 7.3%           | 8.3%         |
| 제17회 | 10월 9일  | 6.8%           | 7.7%         | 7.8%           | 8.6%         |
| 제18회 | 10월 15일 | 5.5%           | 6.6%         | 7.2%           | 8.2%         |
| 제19회 | 10월 15일 | 5.6%           | 6.4%         | 6.4%           | 7.1%         |
| 제20회 | 10월 16일 | 7.0%           | 8.2%         | 8.4%           | 9.6%         |

## 결방 사유
- 2016년 8월 6일 : 제31회 리우하계올림픽대회 중계 방송으로 인해 결방[3]
- 2016년 8월 13일 : 제31회 리우하계올림픽대회 중계 방송으로 인해 결방[4]
- 2016년 8월 20일 : 제31회 리우하계올림픽대회 중계 방송으로 인해 결방[5]
- 2016년 9월 17일 : 2016 추석특선영화 암살 편성관계로 인해 결방[6]
- 2016년 9월 18일 : 2016 추석특선영화 뷰티 인사이드 편성관계로 인해 결방[7]

## 수상 경력
- 2016년 SBS 연기대상 뉴스타상 곽시양

## 참고 사항
- SBS 드라마본부는 본 작품의 후속작으로 <사임당, 빛의 일기>를 내보낼 예정이었지만, 해외 판권 독점 계약을 위한 사전 심의 기간을 염두에 두고,[8] SBS 드라마 스페셜(수목드라마)로 편성이 바뀌었으며, 편성 공백을 메우기 위해, 4부작 <고호의 별이 빛나는 밤에>가 편성되었다.
- 해당 작품을 마지막으로 주말 특별기획 드라마가 잠정 폐지될 당시 《씬스틸러 - 드라마 전쟁》이 토요일 밤 10시에 정규 편성될 예정이었으나 파일럿 MC였던 신동엽이 토요일 오후 9시 15분 편성된[9] tvN 《SNL 코리아》시즌 8에 출연 중이었던 터라 무산됐으며 《일요일이 좋다》1부 편성설도 있었지만[10] 좌절되자 월요일 밤 11시 15분에 간신히 편성됐고 이 과정에서 신동엽이 동시간대 KBS 2TV 《안녕하세요》와의 겹치기 출연 문제가 걸려[11] 빠졌다.

## 동시간대 드라마
- 《옥중화》 (MBC TV, 2016년 4월 30일 ~ 2016년 11월 6일)